# NGC 7835
NGC 7835 (również PGC 505) – galaktyka spiralna (S?), znajdująca się w gwiazdozbiorze Ryb. Odkrył ją Albert Marth 29 listopada 1864 roku.